# Акбутіна Альфія Нусуратівна
Альфія Нусуратовна Акбутина (башк. Аҡбутина Әлфиә Носрат ҡыҙы; 9 жовтня 1955, село Верхньоіткулово Макарівського району Башкирської АРСР, зараз — в Ішимбайському районі, Республіка Башкортостан) — башкирська журналістка і перекладачка. Заслужений працівник культури Республіки Башкортостан (1997).

## Біографія
Народилася 9 жовтня 1955 року в селі Верхньоіткулово Макарівського району (сьогодні — Ішимбайський район). Середню школу закінчила в селі Старокулєво Нурімановського району Башкирської АССР в 1972 році.
Закінчила філологічний факультет Башкирського державного університету. По закінченні БДУ працювала в редакції газети «Ленинсы-Ленинец».
З 1978 року працювала в республіканській газеті «Республіка» коректором, кореспондентом, завідувачем відділу. З 1995 року була відповідальним секретарем, потім заступником головного редактора-директора ГУП РБ Редакція газети «Республіка». 2011—2014 роки — заступник головного редактора-директора ГУП РБ Редакція журналу «Башкортостан кызы».
В даний час — кореспондент по Нуримановському району регіональної газети «Йәйғор» (2016).
Входила в колектив, який здійснював переклад Старого Заповіту башкирською мову
Бере участь в проекті перекладу «Енциклопедії Башкортостану». Довгі роки є одним з найпродуктивніших членів Спілки журналістів Республіки Башкортостан і Російської Федерації.
Брала участь у Вікі-Сабантуї-2015 р. в Уфі.

## Нагороди
- Лауреат премії імені Ш. Худайбердіна (2005) за аналітичні статті на суспільно-політичні теми і дорожні нотатки з поїздки в європейські країни по лінії ЮНЕСКО mgazeta.narod.ru/2005/22_sentabra_2005/4.htm.
- За багаторічну сумлінну роботу в галузі друку нагороджена Почесною грамотою Президії Верховної Ради Республіки Башкортостан (Указ Президії ЗС РБ від 11.03.1993 N 6-2/91г "Про нагородження Почесною грамотою Президії Верховної Ради Республіки Башкортостан працівників редакції газети «Республіка»).
- Медаль «За заслуги в проведенні Всеросійського перепису населення» (2002).